# Élection primaire en France
Une élection primaire est une élection qui permet la désignation du candidat d'un parti politique à une élection.
En France, les partis politiques désignent le plus souvent leurs candidats par une désignation interne, ouverte aux seuls adhérents (parfois appelé « primaire fermée »). La première élection primaire ouverte à l'ensemble des électeurs inscrits sur les listes électorales est la primaire présidentielle socialiste de 2011.

## Historique

### Sous la Troisième République
Lors des élections présidentielles de la Troisième République, il était d'usage que les différents partis républicains s'entendent lors d'un vote préparatoire sur le nom d'un candidat commun.

### Première réalisation et projets à droite
En vue de l'élection présidentielle de 1965, la Convention nationale libérale, qui regroupe aussi bien des modérés du Parti libéral européen (PLE) que des poujadistes et des proches de Jean-Louis Tixier-Vignancour, procède à un vote pour choisir son candidat. Le sénateur de la Charente Pierre Marcilhacy l'emporte par 310 suffrages contre 167 à Tixier-Vignancour,.
En 1990, Charles Pasqua est le premier à envisager l'introduction d'une primaire pour un grand parti politique français afin de départager Jacques Chirac et Valéry Giscard d'Estaing pour être le candidat de la droite et du centre en vue de l'élection présidentielle de 1995. Le souvenir de l'échec au scrutin de 1988, en partie en raison des candidatures simultanées de Jacques Chirac et de Raymond Barre, a également pesé. Dans cette optique, il prépare une proposition de loi, qui est finalement abandonnée.

### Concrétisations au Parti socialiste
Le 5 février 1995, le Parti socialiste (PS) organise pour la première fois un scrutin de désignation interne qui désigne Lionel Jospin comme son candidat à l'élection présidentielle, avec comme concurrent Henri Emmanuelli. En 2001, une primaire réunit le PS et le Parti radical de gauche (PRG). Des désignations internes sont organisés également pour l'élection présidentielle de 2007 au PS et à l'UMP, bien qu'il n'y ait qu'un seul candidat dans ce parti.

### Pérennisation du phénomène
Les Verts organisent des scrutins internes pour désigner leurs candidats aux élections présidentielles de 2002 et 2007. Le Parti communiste consulte ses adhérents pour les élections présidentielles de 2002, 2007 et 2012.
En 2006, Roger-Gérard Schwartzenberg à l'Assemblée nationale et Jean-Michel Baylet au Sénat, tous deux parlementaires du PRG, déposent des propositions de loi sur l'organisation de primaires en février 2006.
La première élection primaire ouverte à l'ensemble des électeurs inscrits sur les listes électorales est organisée par le Parti socialiste et le Parti radical de gauche en 2011 en vue de l'élection présidentielle de 2012. 2,8 millions de personnes participent au second tour du scrutin, qui voit François Hollande être désigné. La même année, Europe Écologie Les Verts organise un scrutin ouvert à ses adhérents et membres de sa « coopérative »
De nouvelles primaires ouvertes afin de désigner des têtes de liste aux élections municipales de 2014, organisées par l'UMP à Paris et Lyon et le Parti socialiste à Aix-en-Provence, Béziers, Boulogne-Billancourt, Le Havre, Marseille et La Rochelle. Remarquons qu'aucun candidat désigné de cette manière n'a remporté la mairie.
Pour l'élection présidentielle de 2017, Europe Écologie Les Verts a désigné les 19 octobre et 7 novembre 2016 son candidat, Yannick Jadot, lors d'une primaire. Le parti Les Républicains a désigné François Fillon lors de la primaire de la droite et du centre les 20 et 27 novembre 2016. Le Parti socialiste a désigné Benoît Hamon lors de la primaire citoyenne les 22 et 29 janvier 2017.

### Primaires «ouvertes»
Parallèlement aux primaires organisées par les partis, l'élection présidentielle française de 2017 a vu l'éclosion de plusieurs initiatives d'organisation de primaires dites citoyennes, en vue de présenter des candidatures en dehors du filtre des partis politiques, partis que 44 % des Français jugeraient inutiles selon une étude en mai 2016 de l'institut de sondage Harris interactiv. Ces initiatives, au nombre de trois, et au statut plus ou moins avancé, se nomment LaPrimaire.org (lancée par deux entrepreneurs en septembre 2015), La Vraie Primaire (lancée début 2016) et La Primaire des Français (lancée le 11 avril 2016 par un regroupement de plusieurs mouvements citoyens : Bleu-Blanc-Zèbres, Cap21, Génération citoyens, Nous Citoyens, le Pacte civique et la Transition) , et proposent des modalités d'« éligibilité » différentes. LaPrimaire.org est la seule des trois initiatives à finalement avoir été mise en place (le site de La Vraie Primaire a été mis hors ligne en novembre 2016 et il n'y a aucune nouvelle du côté de La Primaire des Français).
Début 2022, en vue de la présidentielle de 2022, la Primaire populaire utilise quant à elle un vote à un seul tour par une méthode alternative réputée plus démocratique - car recourant à l'évaluation - appelée Jugement majoritaire (qui a la particularité d'utiliser des mentions plutôt que des chiffres). La Primaire populaire se distingue également en intégrant aussi bien des candidats déclarés à l'élection présidentielles (soutenus ou non par un parti politique), des candidats pressentis , des candidats qui se sont déclarés spécifiquement via la Primaire populaire, des candidats se présentant d'abord à une autre primaire (telle la primaire écologiste), que des personnalités proposées directement par les citoyens sur la plateforme.

## Liste
| Élection                             | Organisé par | Organisé par                                                                                              | Nom de la primaire                                                                       | Ouverte / Fermée                                        | Participation                                    | Candidat désigné           | Résultat à l'élection               |
| ------------------------------------ | ------------ | --- | ---------------------------------------------------------------------------------------- | ------------------------------------------------------- | ------------------------------------------------ | -------------------------- | ----------------------------------- |
| Présidentielle 1995                  |              | PS | Primaire présidentielle socialiste française de 1995                                     | Fermée                                                  | 79 345 (tour unique)                             | Lionel Jospin              | Défaite au second tour              |
| Présidentielle 2002                  |              | Les Verts                                                                                                 | Primaire présidentielle écologiste française de 2001                                     | Fermée                                                  | 6 182 (premier tour) 6 593 (second tour)         | Alain Lipietz              | Remplacé par Noël Mamère            |
| Présidentielle 2002                  |              | PCF | Consultation interne au Parti communiste français pour l'élection présidentielle de 2002 | Fermée                                                  | 63 941 (tour unique)                             | Robert Hue                 | Défaite au premier tour             |
| Présidentielle 2007                  |              | PS | Primaire présidentielle socialiste française de 2006                                     | Fermée                                                  | 179 412 (tour unique)                            | Ségolène Royal             | Défaite au second tour              |
| Présidentielle 2007                  |              | Les Verts                                                                                                 | Primaire présidentielle écologiste française de 2006                                     | Fermée                                                  | 4 917 (premier tour) 5 356 (second tour)         | Dominique Voynet           | Défaite au premier tour             |
| Présidentielle 2007                  |              | PCF | Consultation interne au Parti communiste français pour l'élection présidentielle de 2007 | Fermée                                                  | 52 274 (tour unique)                             | Marie-George Buffet        | Défaite au premier tour             |
| Présidentielle 2007                  |              | UMP | Primaire présidentielle de l'UMP en 2007                                                 | Fermée                                                  | 233 779 (tour unique)                            | Nicolas Sarkozy            | Élu                                 |
| Présidentielle 2012                  |              | PCF | Consultation interne au Parti communiste français pour l'élection présidentielle de 2012 | Fermée                                                  | 48 631 (tour unique)                             | Jean-Luc Mélenchon         | Défaite au premier tour             |
| Présidentielle 2012                  |              | EÉLV | Primaire présidentielle écologiste française de 2011                                     | Ouverte (droit d'entrée 10 €)                           | 25 437 (premier tour) 22 896 (second tour)       | Eva Joly                   | Défaite au premier tour             |
| Présidentielle 2012                  |              | PS et PRG                                                                                                 | Primaire citoyenne de 2011                                                               | Ouverte (droit d'entrée 1 €)                            | 2 661 231 (premier tour) 2 860 157 (second tour) | François Hollande          | Élu                                 |
| Municipale 2014 Aix-en-Provence      |              | PS | -                                                                                        | Ouverte                                                 | 2 821 (premier tour) 2 433 (second tour)         | Édouard Baldo              | Défaite au second tour              |
| Municipale 2014 Béziers              |              | PS | -                                                                                        | Ouverte                                                 | 1 119 (tour unique)                              | Jean-Michel Du Plaa        | Défaite                             |
| Municipale 2014 Boulogne-Billancourt |              | PS | -                                                                                        | Ouverte                                                 | 679 (tour unique)                                | Pierre Gaborit             | Défaite                             |
| Municipale 2014 Le Havre             |              | PS | -                                                                                        | Ouverte                                                 | 1 472 (tour unique)                              | Camille Galap              | Défaite                             |
| Municipale 2014 Lyon                 |              | UMP | -                                                                                        | Ouverte                                                 | env. 10 000 (second tour)                        | Michel Havard              | Défaite au second tour              |
| Municipale 2014 Marseille            |              | PS | -                                                                                        | Ouverte                                                 | 20 731 (premier tour) 24 037 (second tour)       | Patrick Mennucci           | Défaite au second tour              |
| Municipale 2014 Paris                |              | UMP | -                                                                                        | Ouverte                                                 | 23 300 (tour unique)                             | Nathalie Kosciusko-Morizet | Défaite au second tour              |
| Municipale 2014 La Rochelle          |              | PS | -                                                                                        | Ouverte                                                 | 3 656 (tour unique)                              | Anne-Laure Jaumouillié     | Défaite au second tour              |
| Présidentielle 2017                  |              | EÉLV | Primaire présidentielle française de l'écologie de 2016                                  | Ouverte (droit d'entrée 5 € pour l'ensemble du scrutin) | 12 582 (premier tour) 13 926 (second tour)       | Yannick Jadot              | Se retire en faveur de Benoît Hamon |
| Présidentielle 2017                  |              | LR, PCD et CNIP                                                                                           | Primaire française de la droite et du centre de 2016                                     | Ouverte (droit d'entrée 2 € par tour de scrutin)        | 4 298 097 (premier tour) 4 388 797 (second tour) | François Fillon            | Défaite au premier tour             |
| Présidentielle 2017                  |              | LaPrimaire.org                                                                                            | LaPrimaire.org                                                                           | Ouverte (gratuit)                                       | 10 676 (premier tour) 32 685 (second tour)       | Charlotte Marchandise      | N'est pas qualifiée                 |
| Présidentielle 2017                  |              | PS, PÉ, PRG et FD                                                                                         | Primaire citoyenne de 2017                                                               | Ouverte (droit d'entrée 1 € par tour de scrutin)        | 1 655 919 (premier tour) 2 046 628 (second tour) | Benoît Hamon               | Défaite au premier tour             |
| Présidentielle 2022                  |              | PCF | Consultation interne au Parti communiste français pour l'élection présidentielle de 2022 | Fermée                                                  | 28 238 (un seul tour)                            | Fabien Roussel             | Défaite au premier tour             |
| Présidentielle 2022                  |              | Pôle écologiste (dont EÉLV, Génération.s, Génération écologie, Mouvement des progressistes, Cap écologie) | Primaire présidentielle française de l'écologie de 2021                                  | Ouverte (droit d'entrée 2 € pour l'ensemble du scrutin) | 106 404 (premier tour) 104 772 (second tour)     | Yannick Jadot              | Défaite au premier tour             |
| Présidentielle 2022                  |              | PS | Primaire présidentielle socialiste française de 2021                                     | Fermée                                                  | 22 150 (tour unique)                             | Anne Hidalgo               | Défaite au premier tour             |
| Présidentielle 2022                  |              | LR | Congrès des Républicains de 2021                                                         | Fermée                                                  | 113 038 (premier tour) 114 765 (second tour)     | Valérie Pécresse           | Défaite au premier tour             |
| Présidentielle 2022                  |              | Primaire populaire                                                                                        | Primaire populaire                                                                       | Ouverte (gratuit)                                       | 392 738 (un seul tour au Jugement majoritaire)   | Christiane Taubira         | N'est pas qualifiée                 |

Projets avortés
- 2006-2007 : collectifs unitaires

## Organisation
Malgré quelques propositions qui n'ont jamais abouti, aucune loi en France ne réglemente l'organisation de primaires ouvertes à l'ensemble des électeurs. Celles-ci sont donc à la charge des partis, qui doivent récupérer les listes électorales et organiser les bureaux de vote.
Le premier parti à avoir organisé une primaire ouverte est le Parti socialiste, en partenariat avec le Parti radical de gauche, afin de désigner un candidat pour la présidentielle de 2012. Cette première primaire ouverte a eu lieu les 9 et 16 octobre 2011 : bien qu'ouverte à tous les électeurs inscrits sur les listes électorales, chaque votant devait signer une charte d'adhésion aux valeurs de la gauche et verser un minimum de 1 euro afin de couvrir les frais d'organisation.
Des systèmes similaires ont été retenus pour l'organisation de primaires par le PS et l'UMP en vue des élections municipales de 2014 ainsi que pour la primaire des Républicains et du Parti Socialiste pour l'élection présidentielle de 2017.

## Intérêt et critiques
Pour le politologue Pascal Perrineau, « les avantages attendus d'un tel dispositif sont avant tout de dégager un candidat porteur d'une légitimité supérieure à celle des maigres effectifs d'une organisation partisane. L'autre objectif est de créer, dans un contexte de défiance politique, un mouvement d'engagement de citoyens attirés par la nouveauté du processus et capables de s'impliquer dans la bataille électorale. Lors de la primaire socialiste de l'automne 2011, plus de 650 000 électeurs ont laissé leurs coordonnées et ont été ensuite autant de relais dans la campagne électorale du candidat PS. Enfin, la dynamique créée par la primaire ouverte permet de panser les blessures d'affrontements internes en remettant la décision dans les mains du "juge extérieur" que sont les électeurs. Elle est aussi un instrument de renouvellement des générations dans la mesure où elle permet de dégager une relève ». Ainsi, la primaire PS a notamment permis à Arnaud Montebourg d'apparaître comme une valeur montante du parti. Le politologue conclut sur le fait que cette culture des primaires a plus de mal à s'implanter à l'UMP du fait de sa tradition bonapartiste, mais qu'elle s'y est malgré tout convertie, en notant qu'une majorité de sympathisants y est d'ailleurs favorable.
Pour le directeur adjoint de l'institut de sondages IFOP Frédéric Dabi, ces primaires renforcent le déclin des partis politiques, et la multiplication des candidatures est, pour les politiciens de l'équipe qui sera gagnante, une façon de se peser pour y obtenir une bonne place.
Selon un sondage de juin 2009, plus de trois quarts des personnes interrogées étaient favorables « à ce que les partis politiques organisent des primaires ouvertes aux sympathisants de ce parti plutôt qu'un vote ouvert aux seuls adhérents ».
L'un des peu nombreux présidents de la République française issu des primaires, François Hollande, reste réservé sur le sujet. Pour lui, la primaire est une procédure « pas adaptée à la Ve République » et qui représente « un véritable échec pour la Ve République ».
Lors d'une consultation réalisée auprès des adhérents Les Républicains après l'élection présidentielle de 2017, 70 % des votants se prononcent contre une nouvelle primaire ouverte.